# Тасинский Бор
Та́синский Бор — посёлок в Гусь-Хрустальном районе Владимирской области России, входит в состав сельского поселения «Посёлок Уршельский».
Находится в 9 километрах от сельского центра — посёлка Уршельский и в 38 километрах от районного центра — Гусь-Хрустального.
В посёлке кроме частного сектора, насчитывающего около 100 дворов, построено пять многоквартирных домов.

## География
Расположен в Мещёрской низменности вблизи границы Владимирской и Московской областей.
Построен на небольших холмах посреди крупного болота-торфяника Кондрово.

## История
Основан в 1920 году как посёлок при торфопредприятии «Тасин Бор» работавшем до 1990-х годов, до 1960-х отгружавшее торф для Уршельского стеклозавода, а позже для Шатурской ГРЭС.

## Население
| 1979 | 2002 | 2010 | 2021 |
| ---- | ---- | ---- | ---- |
| 950  | ↘549 | ↘412 | ↘263 |

## Социальные объекты
В посёлок подведена электроэнергия, имеется подстанция 35/10 кВ.
Действует сберкасса, магазин, предприятие ЖКХ, детский сад №15, Тасин-борская начальная общеобразовательная школа, фельдшерско-акушерский пункт. Действует почтовое отделение №601555.

## Транспорт
Железнодорожный
Ближайшая железнодорожная станция с пассажирским движением — Тасино линии Москва—Муром, находится в 18 километрах по асфальтированной дороге.
В посёлке находится грузовая непассажирская станция 13 километр грузовой линии Черусти—Уршель.
Автотранспорт

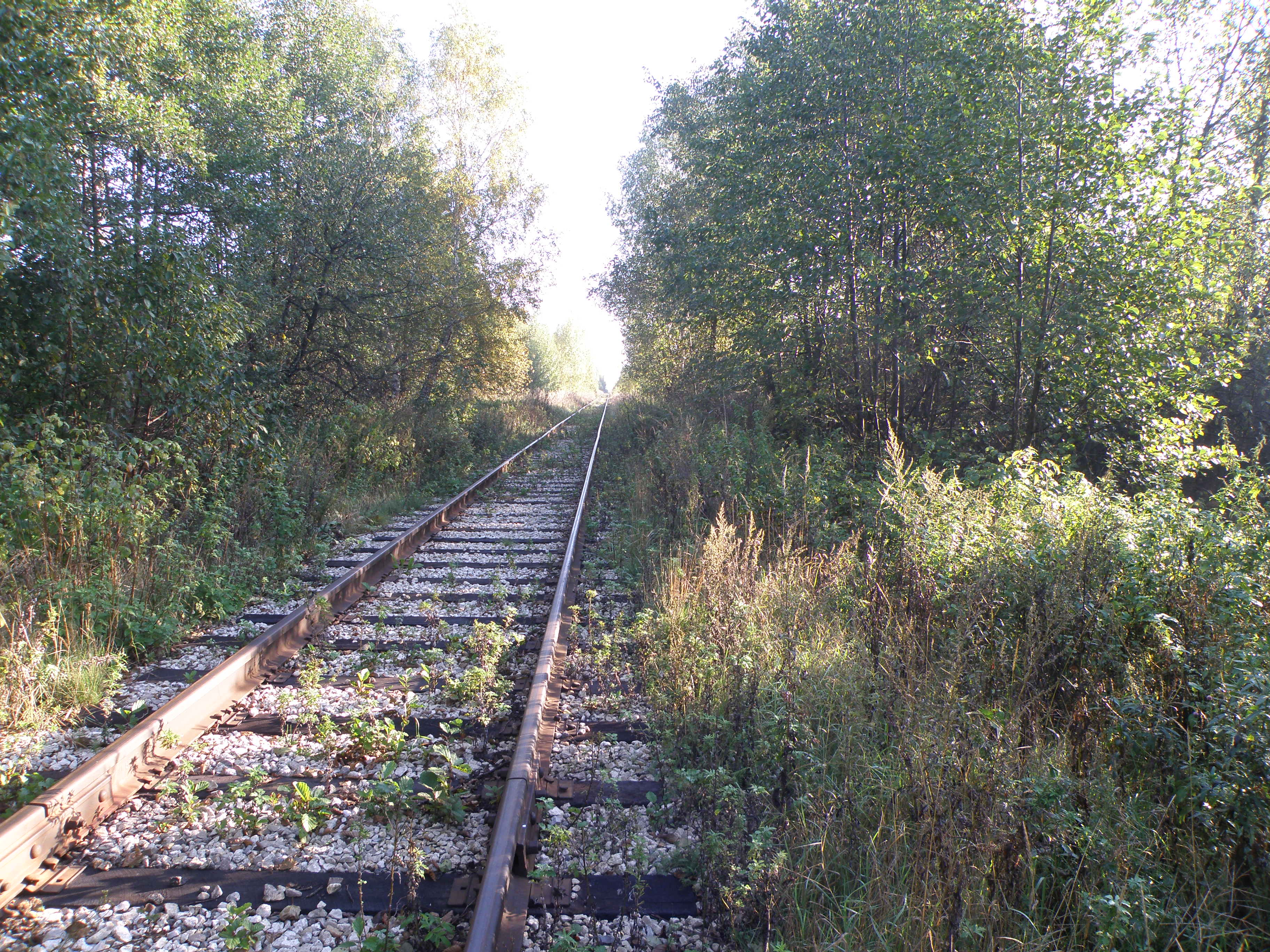
Уршельская ж.-д. ветка у Тасинского Бора, 2012 г.

Асфальтовой дорогой посёлок связан с Гусь-Хрустальным (38 километров) и Уршельским (9 км). Автобусное сообщение - автобус №110 "Гусь-Хрустальный - Уршельский".

## Связь и эфирное вещание
Оператор проводной связи, включая доступ в интернет — компания ЦентрТелеком.
В 65 км на северо-восток «виден» Судогодский (Ново-Быково) радиоцентр — приём на метровую антенну «Первого канала» на 9 ТВК и «Россия 1-Владимир» на 4 ТВК, а также Радио России-Владимир на 69,47 МГц.
В 36 км на юго-запад «виден» Шатурский радиоцентр — приём на дециметровую антенну «Первого канала» на 21 ТВК, и «Россия 1» на 26 ТВК, а также радио РТВ-Подмосковье на 65,96 МГц, а кроме при высокой установке антенны возможен приём 12 каналов по системе MMDS.
Возможен прием некоторых московских радиостанций транслирующихся с радиомачты в Балашихе (в частности Energy 104,2 МГц).